# 幸福拍手歌
《幸福拍手歌》，又称《如果感到幸福你就拍拍手》是一首流行于世界各地的儿歌和民谣。其原曲作者不明，但它被认为与1938年苏联喜剧音乐电影《伏尔加-伏尔加》中所出现的插曲《青年》（俄语：Молодёжная）具有明显的相似之处。